# Phryxe pauperata
Phryxe pauperata är en tvåvingeart som beskrevs av Robineau-desvoidy 1863. Phryxe pauperata ingår i släktet Phryxe och familjen parasitflugor.
Artens utbredningsområde är Frankrike. Inga underarter finns listade i Catalogue of Life.